# The Practical Joker
"The Practical Joker" és el tercer episodi de la segona temporada de la sèrie de televisió animada de ciència-ficció estatunidenca Star Trek, el 19è episodi en total. Es va emetre per primera vegada a la programació de l'NBC dissabte al matí el 21 de setembre de 1974, i va ser escrit pels escriptors de televisió estatunidencs Chuck Menville i Len Janson que junts també van escriure l'episodi de primera temporada "Once Upon a Planet". La "Rec Room" d'aquest episodi és la precursora de l'holocoberta, que juga un paper important en nombrosos episodis de la sèries spin-off Star Trek posteriors.
Ambientada al segle XXIII, la sèrie segueix les aventures del capità James T. Kirk (amb la veu de William Shatner) i la tripulació de la nau estelar Enterprise de la Flota Estel·lar. En aquest episodi, després que l' Enterprise passa per un núvol inusual, l'ordinador del vaixell comença a fer bromes pràctiques a la tripulació.

## Trama
El data estel·lar 3183.3, la  nau estel·lar de la Federació Enterprise és atacada per tres creuers de talalla classe D-7 romulans. El capità Kirk ordena a la nau que s'amagui a un camp d'energia gasosa propera, sabent que els romulans no estarien disposats a seguir-los. Algun temps més tard, la tripulació comença a patir una sèrie d'acudits pràctics, començant amb gotes de vidre i utensilis convertint-se en goma, una túnica uniforme per al capità amb "Kirk és un passarell" estampat a l'esquena, i un misteriós dispositiu òptic a la unitat científica del pont que quan es mirava a les fulles ennegria els cercles al voltant dels ulls de l'oficial científic Spock. Tothom sospita que hi ha un membre de la tripulació divertint-se. Les bromes es tornen més serioses, però, a mesura que les cobertes dels passadissos es troben cobertes de gel sota una capa oculta de boira. Encara pensant que un membre de la tripulació n'és el responsable, el director mèdic Dr. McCoy, la tinent Uhura i el tinent Sulu esperen escapar del bromista amagant-se a l'Holocoberta/Sala d'esbarjo del vaixell. No es pot trobar escapatòria, ja que un passeig tranquil per una escena boscosa es torna perillós amb els paràmetres del programa que canvien per incloure una fossa profunda coberta per branques i fulles, i més tard una tempesta de neu encegadora i freda i després un laberint jardí abans de ser finalment rescatats.
Finalment, el bromista pràctic, que resulta ser el propi ordinador Enterprise (afectat pel pas de la nau pel camp d'energia), decideix fer una broma pràctica als romulans pels danys de batalla causats en l'atac anterior. Fabrica un gegantesc globus amb forma de vaixell al costat de l' Enterprise que els romulans es veuen atrets a atacar. Els romulans, enfurismats per la vergonya de ser enganyats, els persegueixen. Kirk immediatament mostra una por extrema davant la perspectiva de tornar al núvol per escapar dels romulans, i l'Enterprise s'enfronta a la por de Kirk agafant la nau de nou. La personalitat de bromista de l'ordinador comença a esvair-se, ja que s'adona que l'havien enganyat a si mateix, i finalment torna a la normalitat. Els romulans, però, estaven tan enfurismats per l'astucia de la nau amb globus que van seguir l'Enterprise a través del núvol d'energia i van començar a experimentar ells mateixos una erupció d'acudits.

## Recepció
Michelle Erica Green, a la seva Retro Review de 2011 TrekToday, va dir que "no hi havia virtuts científiques o especulatives", però segueix sent una de les preferides de molts espectadors per presentar la primera aparició canònica d'una holocoberta a la franquícia 'Star Trek', a més del capità que porta una samarreta de "Kirk is a Jerk" (Kirk és un passarell). A Green no li importava que la majoria de les bromes fossin "al nivell de l'humor dels 10 anys", però va assenyalar "grans forats de la trama", com ara per què els romulans estaven esperant per emboscar l' "Enterprise". Li va encantar que l'ordinador demanés a Kirk que digués "molt si us plau" i va respondre a les preguntes amb "Això és per a mi i tu ho saps". Green va elogiar Majel Barrett que "fa una feina fantàstica amb la veu de l'ordinador, que encara sona prou rígida i mecànica com per ser bastant divertida", fins i tot quan fa declaracions escandaloses, i que "la fúria de Kirk només ho fa més divertit... .'Kirk és un passarell', de debò."
El 2016, SyFy a assenyalar aquest episodi per presentar "els inicis de l'holocoberta", una idea tecnològica que més tard es va convertir en un element popular en molts episodis posteriors.